# Zdeněk Štěpánek
Zdeněk Štěpánek (ur. 22 września 1896 w Tvoršovicach, zm. 20 czerwca 1968 w Pradze) – czeski aktor, reżyser i dramatopisarz; ojciec Jany Štěpánkowej, Martina Štěpánka, Petra Štěpánka i Kristiny Tabery.

## Biogram
Ukończył szkołę realną i gospodarczą.
Od 1913 r. grał w wędrownych trupach.
Po wybuchu I wojny światowej służył w armii austro-węgierskiej. Na froncie rosyjskim ranny, dostał się do niewoli. Potem oficer Korpusu Czechosłowackiego w Rosji (od 1916 r.), z którym brał udział w walkach na Syberii. Współzałożyciel i czołowy aktor Korpusowego Teatru Frontowego w Rosji.
W latach 1921–1934 członek Teatru Miejskiego na Vinohradach i 1934-68 Teatru Narodowego w Pradze (1954-56 szef części dramatycznej).
Przedstawiciel aktorstwa psychologicznego. Osiągnął uniwersalność sztuki aktorskiej, która mu pozwoliła grać role zarówno bohaterskie i tragiczne, tak komediowe, jak i tragifarsowe.
Autor dramatów (Monastýr nad tajgou, Nezbedný bakalář) i autobiografii Herec (1961).

## Role teatralne
- Franci (František Langer, Periférie, 1925)
- Jan Hus (Josef Kajetán Tyl, 1926)
- Hamlet (William Shakespeare, 1927)
- Marszałek (Karel Čapek, Biała zaraza, 1937, 1957)
- Othello (William Shakespeare, 1940)
- Cyrano de Bergerac (Edmond Rostand, 1949)
- Lear (William Shakespeare, Król Lear, 1951, 1961)
- Jan Žižka (Josef Kajetán Tyl, 1953)

## Reżyserie teatralne
- Naši furianti (Ladislav Stroupežnický, 1953)
- Maryša (Alois Mrštík i Vilém Mrštík, 1956)

## Filmografia
- Obrácení Ferdyše Pištory (1931)
- Biała zaraza (1937)
- Cech panen kutnohorských (1938)
- Rozina sebranec (1945)
- Nezbedný bakalář (1946)
- Měsíc nad řekou (1953)
- Psiogłowcy (1955)
- Sobór w Konstancji (1955)
- Jan Žižka (1956)
- Przeciw wszystkim (1957)
- Občan Brych (1958)
- Všude žijí lidé (1960)
- Królewna i rybak (1963)
- Małgorzata, córka Łazarza (1967)